# おやつのじかん
『おやつのじかん』は、Studio Ringより2004年12月24日に発売されたアダルトゲーム（おかしのくにの萌えはなし）である。リニューアル廉価版が2007年6月29日に発売された。アイチェリーからDVDPG版が2011年3月17日に発売され、「たてすじの殿堂5」と銘打たれている。

## 概要
「はじめてシリーズ」を作ったStudio Ringの2作目。世界観の設定は、タイトルやキャラクター名のとおり、菓子が擬人化されたものを主題としており、登場キャラクターの女の子たちが通う名門学園が舞台。パティシエである主人公が学園の保健医として、来室したキャラクターのケア（お菓子という設定であるため、トッピングの整え直しなど）を行う。
今作は、従来の3作品（『はじめてのおるすばん』『はじめてのおいしゃさん』『ななみとこのみのおしえてA・B・C』）の流れを汲み、ヒロインの容姿と言動が幼いことが特徴である（ヒロインの平均身長は128cm弱である）。

## キャラクター
（出典：）
ショートケーキたん声：紬叶慧
身長128cm、体重29kg、3サイズ：62/53.5/67。
成長後：ウェディングケーキたん
主人公の妹で、兄を慕っている。毎日兄の弁当を作るのが日課。将来の夢は兄と結婚すること。
アイスクリームたん声：森川陽子
身長138cm、体重34kg、3サイズ：66/54/69。
成長後：フルーツサンデーたん
スイーツ学園の学生会長で、物静かな雰囲気の女の子。涼しい場所が好きな反面、暑い場所を苦手としており、暑いと頭が働かなくなってしまう。
プリンたん声：杏露花梨
身長110cm、体重18kg、3サイズ：55/49/60。
成長後：プリンアラモードたん
アイスクリームたんを「おねえたま」と慕い、憧れている。寂しがり屋で泣き虫な性格。将来はアイスクリームたんのような女性になりたいと願っている。
ショコラたん声：涼森ちさと
身長133cm、体重32kg、3サイズ：63.5/54/68。
成長後：ザッハトルテたん
スイーツ学園理事長の孫娘にして、超高飛車なお嬢様。性格のためか友人がいない。授業を聞くときにだけメガネを着用する。
しらたまたん声：理多
身長128cm、体重29kg、3サイズ：63/53/67。
成長後：みたらしだんごたん
ショコラたんの屋敷でメイドとして働いている女の子。学園では剣道部に所属している。7人姉弟の長女であり、家計を助けるために休日や放課後に働いている。

## 主題歌
（出典：）
- OP曲『おやつのじかん』
  - 作詞：ドン・マッコウ with Studio Ring
  - 作曲・編曲：ジャンゴマン
  - 歌：安倍ようこ

## スタッフ
- 原画：むりりん[1]、モドキさん、ケイ
- シナリオ：まちゃ吉[1]、麦茶々、博恵夏樹、玉沢円、神無月如月
- 音楽：カレーまん